# Mindestgeschwindigkeit (Straßenverkehr)
Eine Mindestgeschwindigkeit im Straßenverkehr ist ein verbindlicher Grenzwert für die Geschwindigkeit eines Fahrzeugs, der bei idealen Verkehrsbedingungen nicht unterschritten werden darf.

## Deutschland

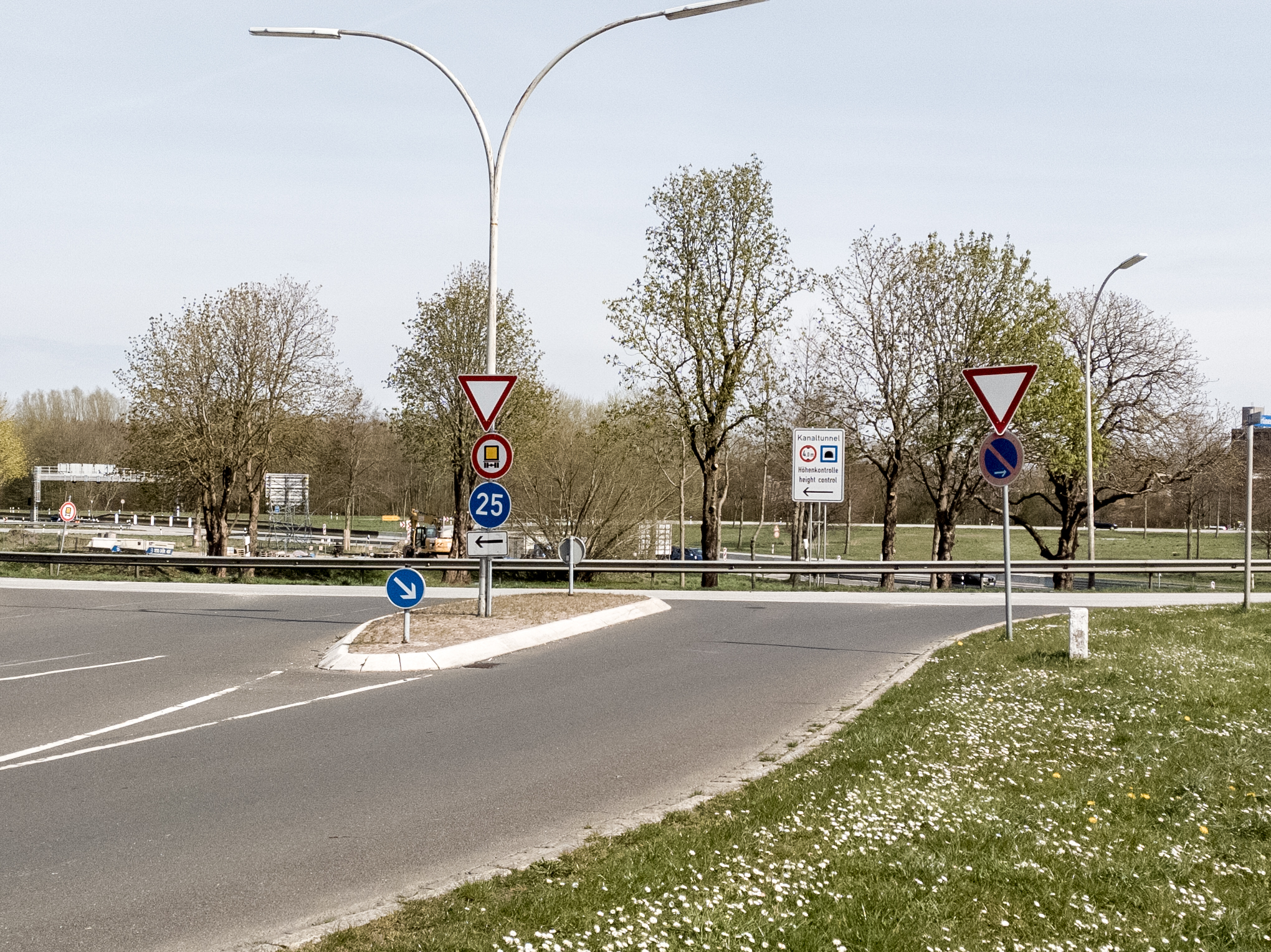
Unzulässiges Zeichen 275-25 an der Einfahrt zum Kanaltunnel Rendsburg (Mindestgeschwindigkeit 25 km/h)

Anders als die zulässige Höchstgeschwindigkeit in § 3 Abs. 3, 4 Straßenverkehrsordnung (StVO) ist die Mindestgeschwindigkeit nicht bundesweit einheitlich geregelt. § 3 Abs. 2 StVO bestimmt lediglich, dass Kraftfahrzeuge ohne triftigen Grund nicht so langsam fahren dürfen, dass sie den Verkehrsfluss behindern. Eine Mindestgeschwindigkeit kann aber durch Vorschriftzeichen gem. § 41 Abs. 1 StVO örtlich angeordnet werden.
Das Zeichen 275 gebietet, nicht langsamer als mit der angegebenen Mindestgeschwindigkeit zu fahren, sofern nicht Straßen-, Verkehrs-, Sicht- oder Wetterverhältnisse dazu verpflichten. Es verbietet, mit Fahrzeugen, die nicht so schnell fahren können oder dürfen, einen so gekennzeichneten Fahrstreifen zu benutzen.
Das Zeichen kann in einer Fahrstreifentafel oder einer Aufweitungstafel integriert sein. Dann bezieht sich die vorgeschriebene Mindestgeschwindigkeit nur auf den jeweiligen Fahrstreifen, für den die Mindestgeschwindigkeit angeordnet ist.

VZ275-30: Beginn der vorgeschriebenen Mindestgeschwindigkeit von 30 km/h.
VZ545-11 mit integrierten VZ275-80 und VZ275-50: Die vorgeschriebene Mindestgeschwindigkeit beträgt auf dem linken Fahrstreifen 80 km/h, auf dem mittleren 50 km/h, für den rechten ist keine Mindestgeschwindigkeit angeordnet.
VZ279-30: Ende der vorgeschriebenen Mindestgeschwindigkeit von 30 km/h auf demjenigen Fahrstreifen, für den sie vorher angeordnet worden war.

Autobahnen und Kraftfahrstraßen dürfen nur mit Kraftfahrzeugen benutzt werden, deren durch die Bauart bestimmte Höchstgeschwindigkeit mehr als 60 km/h beträgt; das Gleiche gilt für mitgeführte Anhänger (§ 18 Abs. 1 StVO). Diese „Mindestgeschwindigkeit“ bezieht sich ausschließlich auf die bauartbedingten Möglichkeiten des jeweiligen Fahrzeugs. Autofahrer sind daher aufgrund dieser Regelung nicht verpflichtet, auf der Autobahn oder Kraftfahrstraßen tatsächlich mindestens 60 km/h zu fahren. Vielmehr bedeutet die Vorschrift, dass die Autobahn gemäß StVO mit Fahrrädern, Mopeds, Mofas, Tretrollern oder Traktoren bauartbedingt nicht befahren werden darf. Bei triftigen Gründen wie Glatteis, schlechter Sicht, dichtem Verkehr oder Stau ist ein Unterschreiten der Geschwindigkeit von 60 km/h dagegen gerechtfertigt.
Der Verstoß gegen eine vorgeschriebene Mindestgeschwindigkeit und gegen § 3 Abs. 2 StVO können als Verkehrsordnungswidrigkeiten geahndet werden (§ 49 Abs. 1 Nr. 3, Abs. 3 Nr. 4 StVO, § 24 StVG). Im Schadensfall ist wie bei einem Verstoß gegen die Richtgeschwindigkeit auch die Anrechnung eines Mitverschuldens möglich.

## Österreich

Beginn einer Mindestgeschwindigkeit (österreichisches Vorschriftszeichen Nr. 19)

Der Lenker eines Fahrzeuges darf nicht ohne zwingenden Grund so langsam fahren, dass er den übrigen Verkehr behindert (§ 20 Abs. 1 StVO 1960). Autobahnen dürfen nur mit Kraftfahrzeugen benützt werden, die eine Bauartgeschwindigkeit von mindestens 60 km/h aufweisen (§ 46 Abs. 1 StVO 1960).
Aufgrund  § 34 StVO 1960 hat der Bundesminister für Wissenschaft und Verkehr die Straßenverkehrszeichenverordnung 1998 (StVZVO 1998) erlassen, die auf alle Straßenverkehrszeichen Anwendung findet, die nach Maßgabe des § 32 StVO 1960 angebracht werden. Dazu zählen auch die Vorschriftszeichen zu Beginn und Ende einer Mindestgeschwindigkeit (Nr. 19 und 19a).

## Schweiz

Ende der Mindestgeschwindigkeit (Schweiz)

Der Fahrzeugführer darf ohne zwingende Gründe nicht so langsam fahren, dass er einen gleichmäßigen Verkehrsfluss hindert (Art. 4 VRV).
Das Signal „Mindestgeschwindigkeit“ nennt die Geschwindigkeit in Kilometer pro Stunde, die bei günstigen Straßen-, Verkehrs- und Sichtverhältnissen nicht unterschritten werden darf. Fahrzeugen, die nicht so schnell fahren können oder dürfen (z. B. wegen Besonderheiten des Fahrzeuges oder der Ladung), ist die Weiterfahrt untersagt. Die signalisierte Mindestgeschwindigkeit wird mit dem Signal „Ende der Mindestgeschwindigkeit“ aufgehoben (Art. 23 SSV).
Auf Autobahnen und Autostrassen sind nur Motorfahrzeuge zugelassen, die eine Geschwindigkeit von wenigstens 80 km/h erreichen können und dürfen. Traktoren, Raupenfahrzeuge, Fahrzeuge mit Spikesreifen sowie Motorräder bis 50 cm³ Hubraum oder einer Motorleistung von höchstens 4,00 kW dürfen diese nicht benützen (Art. 35 VRV)
Seit dem 1. Januar 2016 darf bei dreispurigen Autobahnen die linke Spur (Überholspur) nur von Fahrzeugen, die 100 km/h oder mehr fahren dürfen, benutzt werden. Somit dürfen schwere Motorwagen diese Spur nicht nutzen, Gesellschaftswagen aber schon.